# Anticiklon

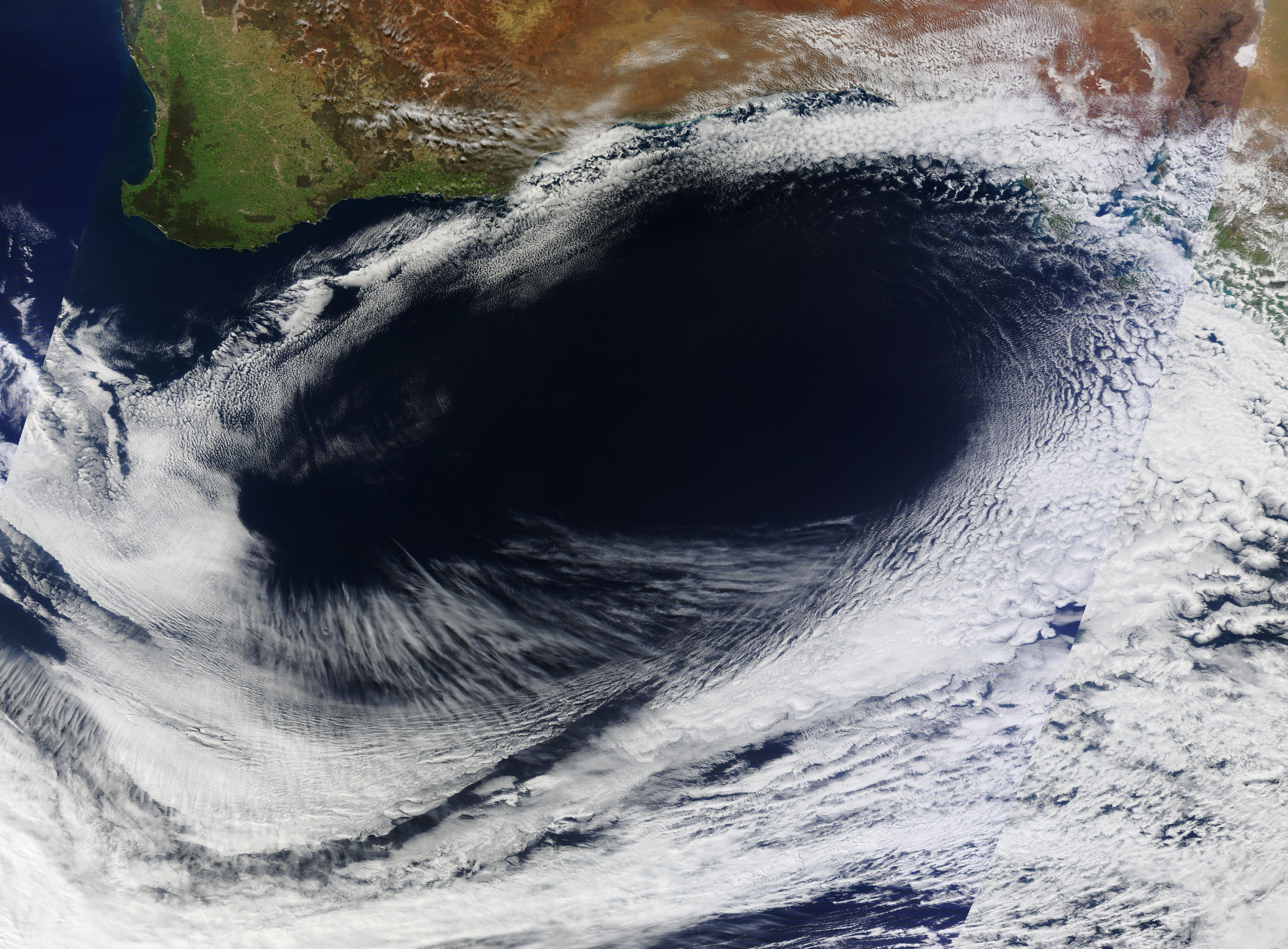
Anticiklon Ausztráliában

Az anticiklon közel függőleges tengelyű légörvény.
Anticiklonoknak az izobárokkal határolt magas nyomású területeket nevezzük. Benne a tengerszintre átszámított légnyomás 1015 hPa-nál mindig magasabb. A középpontjában nem ritkák az 1040 hPa feletti értékek. Az anticiklonokban általában nyugodt az időjárás, nyáron zavartalan napsütés, nagy meleg jellemző, télen párásságot, ködöt, és nagyon hideg időjárást okoz. Csapadék előfordulhat a területén, de ez sosem jelentős mennyiségű. Átmérője 400-600 km.

## Jellemzői
Az áramlás iránya az északi féltekén mindig az óramutató járásával megegyező. A légnyomás a terület széle felé csökken, azaz a szél a ciklon középpontja körül, de kissé a középponttól távolodva fúj. Leáramlás és a felszín közelében divergens mozgások jellemzik. Az anticiklon belsejében ezért a kifelé távozó levegő helyére a magasból érkezik az utánpótlás, azaz az anticiklon belsejében szárító, ezért felhőoszlató hatású leszálló légmozgások alakulnak ki. Az anticiklon jellemzője általában a szárazabb, naposabb, de télen gyakran a tartósan ködös idő, nyáron viszont nem ritkán több hétig fennálló kánikulai meleget és szárazságot is okozhat.

## Fajtái
- A szubtrópusi meleg anticiklonok stabil képződmények és függőleges irányban is magasba nyúlnak. Formájuk ellipszishez hasonló, amelynek nagytengelye nyugat-délnyugat kelet-északkelet irányú.
- A hideg, téli kontinentális anticiklonok a szárazföldek északi részein alakulnak ki, például az orosz síkságon vagy Szibéria felett. A Kárpát-medencébe történő áthelyeződésüket gyakran megakadályozza a Kárpátok koszorúja.